# 147-й меридіан східної довготи
147-й меридіан східної довготи — лінія довготи, що лежить на 147 градусів східніше Гринвіцького меридіана. Вона проходить від Північного полюса через Північний Льодовитий океан, Азію, Тихий океан, Австралазію, Південний океан та Антарктиду до Південного полюса.
147-й меридіан східної довготи формує велике коло разом із 33-тім меридіаном західної довготи.

## Список географічних об'єктів, що перетинає 147° сх. д.
Починаючи на Північному полюсі та рухаючись до Південного полюса, 147-й меридіан східної довготи проходить через:
| Координати                                                   | Країна, територія або море | Примітки |
| ------------------------------------------------------------ | -------------------------- | --- |
| 90°0′ пн. ш. 147°0′ сх. д. / 90.000° пн. ш. 147.000° сх. д.  | Північний Льодовитий океан | |
| 76°37′ пн. ш. 147°0′ сх. д. / 76.617° пн. ш. 147.000° сх. д. | Східносибірське море       | |
| 75°19′ пн. ш. 147°0′ сх. д. / 75.317° пн. ш. 147.000° сх. д. | Росія                      | Проходить через острів Новий Сибір                                                                                           |
| 75°3′ пн. ш. 147°0′ сх. д. / 75.050° пн. ш. 147.000° сх. д.  | Східносибірське море       | |
| 72°14′ пн. ш. 147°0′ сх. д. / 72.233° пн. ш. 147.000° сх. д. | Росія                      | |
| 59°22′ пн. ш. 147°0′ сх. д. / 59.367° пн. ш. 147.000° сх. д. | Охотське море              | |
| 44°35′ пн. ш. 147°0′ сх. д. / 44.583° пн. ш. 147.000° сх. д. | Курильські острови         | Проходить через японський острів Ітуруп, окупований Росією                                                                   |
| 44°27′ пн. ш. 147°0′ сх. д. / 44.450° пн. ш. 147.000° сх. д. | Тихий океан                | Проходить східніше острова Шикотан, Курильські острови Проходить західніше острова Сатавал[en], Федеративні Штати Мікронезії |
| 1°58′ пд. ш. 147°0′ сх. д. / 1.967° пд. ш. 147.000° сх. д.   | Папуа Нова Гвінея          | Проходить через острів Манус[en]                                                                                             |
| 2°12′ пд. ш. 147°0′ сх. д. / 2.200° пд. ш. 147.000° сх. д.   | Тихий океан                | Новогвінейське море |
| 5°15′ пд. ш. 147°0′ сх. д. / 5.250° пд. ш. 147.000° сх. д.   | Папуа Нова Гвінея          | Проходить через острів Лонг[en]                                                                                              |
| 5°22′ пд. ш. 147°0′ сх. д. / 5.367° пд. ш. 147.000° сх. д.   | Тихий океан                | Новогвінейське море |
| 5°56′ пд. ш. 147°0′ сх. д. / 5.933° пд. ш. 147.000° сх. д.   | Папуа Нова Гвінея          | Проходить через Нову Гвінею                                                                                                  |
| 6°44′ пд. ш. 147°0′ сх. д. / 6.733° пд. ш. 147.000° сх. д.   | Соломонове море            | Затока Гуон[en] |
| 7°0′ пд. ш. 147°0′ сх. д. / 7.000° пд. ш. 147.000° сх. д.    | Папуа Нова Гвінея          | Проходить через Нову Гвінею                                                                                                  |
| 9°18′ пд. ш. 147°0′ сх. д. / 9.300° пд. ш. 147.000° сх. д.   | Соломонове море            | |
| 19°15′ пд. ш. 147°0′ сх. д. / 19.250° пд. ш. 147.000° сх. д. | Австралія                  | Квінсленд Новий Південний Уельс Вікторія                                                                                     |
| 38°32′ пд. ш. 147°0′ сх. д. / 38.533° пд. ш. 147.000° сх. д. | Бассова протока            | Проходить східніше острова Хоган[en], Австралія                                                                              |
| 40°59′ пд. ш. 147°0′ сх. д. / 40.983° пд. ш. 147.000° сх. д. | Австралія                  | Проходить через Тасманію |
| 43°26′ пд. ш. 147°0′ сх. д. / 43.433° пд. ш. 147.000° сх. д. | Індійський океан           | Австралія визнає цю акваторію частиною Південного океану[1][2]                                                               |
| 60°0′ пд. ш. 147°0′ сх. д. / 60.000° пд. ш. 147.000° сх. д.  | Південний океан            | |
| 67°54′ пд. ш. 147°0′ сх. д. / 67.900° пд. ш. 147.000° сх. д. | Антарктида                 | Проходить через Австралійську антарктичну територію (претендує Австралія)                                                    |